# LIII. Armeekorps
LIII. Armeekorps var en tysk armékår under andra världskriget. Kåren sattes upp den 15 februari 1941.

## slaget vid Kursk

### Organisation
Armékårens organisation den 7 juli 1943:
- 208. Infanterie-Division
- 3 der
- 221. Sicherungs-Division
- 25. Panzergrenadier-Division
- 211. Infanterie-Division
- 293. Infanterie-Division

## Befälhavare
Kårens befälhavare:
- General der Infanterie Walther Fischer von Weikersthal  1 december 1941–15 januari 1942
- General der Infanterie Heinrich Clößner  15 januari 1942–22 juni 1943
- General der Infanterie Friedrich Gollwitzer  22 juni 1943–26 juni 1944
- Generalleutnant Walter Botsch  6 mars 1945–24 mars 1945

Stabschef:
- Oberst Max Bork  19 januari 1942–15 februari 1943
- Oberst Albert Radke   15 februari 1943–14 mars 1943
- Oberst Werner Bodenstein   20 november 1944–4 februari 1945
- Oberst Siebert  1 februari 1945–1 april 1945